# Pierre-Bertrand Arné
Pierre-Bertrand Arné (30 settembre 2000) è un calciatore francese, centrocampista del Châtellerault e della nazionale di calcio di Saint-Martin.

## Carriera

### Nazionale
Ha debuttato con la nazionale di Saint-Martin il 3 giugno 2022, nel pareggio per 0-0 contro Aruba, valido per la CONCACAF Nations League 2022-2023.
Ha segnato il suo primo gol in nazionale 10 giorni dopo, in occasione dell'1-1 contro Saint Kitts e Nevis, altra partita valida per la CONCACAF Nations League 2022-2023.

## Statistiche

### Cronologia presenze e reti in nazionale
Aggiornato al 22 maggio 2023

| Cronologia completa delle presenze e delle reti in nazionale ― Saint-Martin | Cronologia completa delle presenze e delle reti in nazionale ― Saint-Martin | Cronologia completa delle presenze e delle reti in nazionale ― Saint-Martin | Cronologia completa delle presenze e delle reti in nazionale ― Saint-Martin | Cronologia completa delle presenze e delle reti in nazionale ― Saint-Martin | Cronologia completa delle presenze e delle reti in nazionale ― Saint-Martin | Cronologia completa delle presenze e delle reti in nazionale ― Saint-Martin | Cronologia completa delle presenze e delle reti in nazionale ― Saint-Martin |
| Data                                                                        | Città                                                                       | In casa                                                                     | Risultato                                                                   | Ospiti                                                                      | Competizione                                                                | Reti                                                                        | Note                                                                        |
| --------------------------------------------------------------------------- | --------------------------------------------------------------------------- | --------------------------------------------------------------------------- | --------------------------------------------------------------------------- | --------------------------------------------------------------------------- | --------------------------------------------------------------------------- | --------------------------------------------------------------------------- | --------------------------------------------------------------------------- |
| 3-6-2022                                                                    | The Valley                                                                  | Saint-Martin                                                                | 0 – 0                                                                       | Aruba                                                                       | CONCACAF Nations League 2022-2023 - Fase a gironi                           | -                                                                           | 62’                                                                         |
| 7-6-2022                                                                    | Willemstad                                                                  | Aruba                                                                       | 3 – 0                                                                       | Saint-Martin                                                                | CONCACAF Nations League 2022-2023 - Fase a gironi                           | -                                                                           | 62’                                                                         |
| 13-6-2022                                                                   | Basseterre                                                                  | Saint Kitts e Nevis                                                         | 1 – 1                                                                       | Saint-Martin                                                                | CONCACAF Nations League 2022-2023 - Fase a gironi                           | 1                                                                           |                                                                             |
| 23-3-2023                                                                   | The Valley                                                                  | Saint-Martin                                                                | 1 – 3                                                                       | Saint Kitts e Nevis                                                         | CONCACAF Nations League 2022-2023 - Fase a gironi                           | 1                                                                           |                                                                             |
| Totale                                                                      |                                                                             | Presenze                                                                    | 4                                                                           |                                                                             | Reti                                                                        | 2                                                                           |                                                                             |